# Elaborazione numerica dei segnali

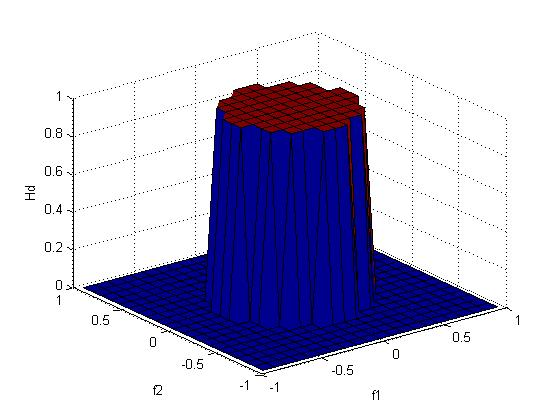
Finestra rettangolare

L'elaborazione numerica dei segnali o digital signal processing (DSP), termine inglese con lo stesso significato, è una tecnica di analisi ed elaborazione digitale dei segnali elettrici che si basa sull'uso di processori dedicati con un elevato grado di specializzazione: i processori di segnale digitale. Differentemente da un microprocessore un circuito elettronico DSP svolge prevalentemente la funzione di elaboratore numerico.

## Descrizione

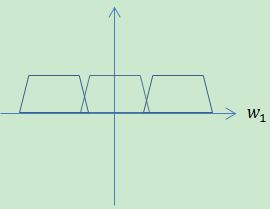
Banco di filtri

Un tipo importante di DSP è quello in grado di svolgere operazioni aritmetiche ad elevata precisione (virgola mobile) quali somma, sottrazione e prodotto. Queste tre operazioni sono sufficienti per l'implementazione di filtri numerici FIR e IIR. I DSP sono di grande importanza per il controllo automatico e per sistemi di elaborazione dei segnali senza retroazione quali ad esempio impianti audio o video.
Poiché lo scopo della DSP è di solito la misura o il filtraggio di segnali analogici del mondo reale, la prima cosa da fare è convertire il segnale da analogico a digitale usando un convertitore analogico-digitale. Spesso il segnale di uscita richiesto è un altro segnale analogico, ed in questo caso è richiesta la presenza di un convertitore digitale-analogico.
Sebbene l'elaborazione di un segnale digitale sia più complessa dell'elaborazione fatta direttamente su un segnale analogico, essa offre molti vantaggi, come l'applicazione di tecniche di rilevamento e correzione automatica degli errori e la minor vulnerabilità ai rumori, tanto da essere più vantaggiosa in molte, anche se non tutte, le applicazioni.
Nel caso non ci sia alcuna eleborazione dei segnali si parla di bitPerfect. Per la conversione dei segnali da analogico a digitale, di solito si usa un convertitore tensione-frequenza.